# Средняя (бухта, Магаданская область)
Сре́дняя — бухта на северо-востоке Охотского моря в северо-западной части залива Бабушкина.

## География
Находится на северо-западе залива Бабушкина, отделена от него пересыпью длиной около 5 километров. В бухту впадают реки Мэлдек, Средняя, Буксенджа (Буксэндя). Восточнее на берегу залива расположена гора Бабушкина высотой 1051 метр. На выходе из бухты находится заброшенный посёлок Средний, устье ручья Средний и южнее — бухта Астрономическая.
Средняя величина прилива — 4 метра.

## История
На юго-западном берегу бухты расположено древнекорякское поселение XIII—XVI веков, открытое в начале 1930-х годов Максимом Левиным и позже исследованное В. Е. Липовским (1954), Г. А. Пытляковым (1955) и Русланом Васильевским (1964). Состоит из 14 округлых в плане жилищ-полуземлянок, материал которых аналогичен находкам с поселений Атарган, Сивуч и других. В одном из раскопанных жилищ найдена бронзовая монета с квадратным отверстием в центре. Подобные монеты имели широкое обращение в ХII – начале XIII веков на территории чжурчжэньского государства Цзинь.